# Xylanthemum
Xylanthemum es un género de plantas pertenecientes a la familia Asteraceae. Comprende 9 especies descritas y solo 6 aceptadas.

## Taxonomía
El género fue descrito por Nikolái Tsveliov y publicado en Flora URSS 26: 284, 877. 1961.

## Especies aceptadas
A continuación se brinda un listado de las especies del género Xylanthemum aceptadas hasta junio de 2012, ordenadas alfabéticamente. Para cada una se indica el nombre binomial seguido del autor, abreviado según las convenciones y usos:
- Xylanthemum fisherae (Aitch. & Hemsl.) Tzvelev
- Xylanthemum macropodum (Hemsl. & Lace) K.Bremer & Humphries
- Xylanthemum pamiricum (O.Hoffm.) Tzvelev
- Xylanthemum polycladum (Rech.f.) Tzvelev
- Xylanthemum rupestre (Nevski) Tzvelev
- Xylanthemum tianschanicum (Krasch.) Muradyan